# Sunshine Skyway Bridge
El puente Sunshine Skyway, oficialmente el Bob Graham Sunshine Skyway Bridge, es un puente de carretera atirantado de Florida, Estados Unidos, que cruza la Bahía de Tampa. El puente conecta a las ciudades de Bradenton en la península de Florida y San Petersburgo en la península de Pinellas, formando parte de la autopista Interestatal 275 y de la carretera US 19.
El puente, que recibe el nombre del exgobenador de Florida quien lo promulgó, Bob Graham, permite el paso de tráfico marítimo entrando y saliendo del puerto de Tampa. Fue construido en los años 1980 para reemplazar un antiguo puente del mismo nombre que se derrumbó en 1980 después de que el buque MV Summit Venture chocó contra el soporte de un puente, matando a 35 personas.